# Harry Houdini
Harry Houdini, geboren als Ehrich Weiss (Boedapest, 24 maart 1874 – Detroit, 31 oktober 1926), was een Hongaars-Amerikaans goochelaar en boeienkoning.

## Levensloop
Geboren in Hongarije als zoon van een rabbijn, verhuisde Houdini met zijn familie naar de Verenigde Staten toen hij vier jaar oud was. Hij groeide op in een groot gezin in de plaats Appleton in Wisconsin. Op dertienjarige leeftijd verhuisde hij met zijn vader naar New York, later volgde de rest van de familie. Hij begon als circusartiest en goochelaar. Weiss koos zijn artiestennaam Houdini als eerbetoon aan de Franse goochelaar Jean Eugène Robert-Houdin.
Nadat hij samen met zijn echtgenote Bess jarenlang rondreisde als weinig succesvolle vaudevilleartiest, begon zijn doorbraak in 1899, toen hij meer aandacht besteedde aan een onderdeel van zijn repertoire: het ontsnappen uit handboeien. Omdat het publiek meestal aannam dat de gebruikte boeien geprepareerd waren, maakte die prestatie tot dan toe weinig indruk. In een serie publiciteitsstunts ontsnapte Houdini echter uit politiecellen en uit politiehandboeien door deskundigen aangebracht. Het leverde hem naamsbekendheid op, vooral toen theateragent Martin Beck zich met zijn carrière bemoeide. Beck stelde Houdini in staat om op te treden in de twee ketens van variététheaters die de top van het genre in Amerika vertegenwoordigden: de Orpheum-theaters aan de westkust en de Keith-theaters aan de oostkust. Toen de aandacht voor Houdini na deze succesvolle tournees verslapte, beproefde hij zijn geluk in Europa.
Tijdens de Europese tournee die in 1900 begon, groeide Houdini uit tot de legende die hij tot ver na zijn dood zou blijven. Hij heeft onder andere in Nederland opgetreden. Binnen enkele weken verschenen er Houdini-imitators op de Europese podia. The Great Cirnoc verscheen tijdens een Houdini-optreden vanuit het publiek met de claim dat niet Houdini, maar hij de originele handboeienkoning was. Houdini maakte hem belachelijk met behulp van The Great Bean: een enorm stel boeien waaruit hij zich schijnbaar moeiteloos wist te bevrijden. The Great Cirnoc beging vervolgens de fout om Houdini's uitdaging aan te nemen en liet zich eveneens met the Great Bean ketenen. Zelfs toen Houdini hem toestond om bij zijn ontsnapping de originele sleutels van de boeien te gebruiken, faalde The Great Cirnoc.
Luttele weken later maakte Houdini onverwacht zijn entree tijdens het optreden van een andere concurrent: ene Hermann. De uitdagingen die Houdini aan hem voorstelde werden beantwoord met xenofobe scheldpartijen van Hermann. Dergelijke incidenten zorgden ervoor dat Houdini voortdurend in de publiciteit kwam. Uiteindelijk speelde hij op het imitator-probleem in door zijn broer Theodore naar Europa over te laten komen. Deze bracht vanaf dat moment onder de naam Hardeen (of: Houdini de Tweede) dezelfde show als Houdini op de planken. Hij zou dat tot ver na Houdini's dood blijven doen.

### Overlijden
Houdini overleed op 52-jarige leeftijd aan een verwaarloosde blindedarmontsteking. Lange tijd werd verondersteld dat dit een gevolg was van een aantal stompen in zijn maag, die hij kort voor zijn dood toestond om te laten zien hoe sterk zijn buikspieren waren. Medici zijn het er echter over eens dat een appendicitis nooit door dergelijke externe factoren kan worden veroorzaakt. In 1926 bestonden nog geen antibiotica. Zijn ontstoken blindedarm, hoewel operatief verwijderd, had een infectie veroorzaakt, die men niet kon bestrijden. Men probeerde dat door zijn buikholte te spoelen met een zoutoplossing, maar tevergeefs.

## Prestaties
Diverse prestaties van Houdini zorgen ervoor dat hij nog steeds als een legende wordt beschouwd. Veel van onderstaande acts worden nog steeds in een of andere vorm door goochelaars en illusionisten uitgevoerd. Houdini was degene die ze verzon.
- The Hindu Needle Trick - Voordat Houdini doorbrak als ontsnappingskunstenaar, was de naaldtruc zijn succesvolste act. Houdini slikte voor deze truc een grote hoeveelheid naalden een voor een in, gevolgd door een propje garen. Wanneer hij vervolgens het garen weer uit zijn mond haalde, bleken de naalden daar keurig aan vast geregen.
- Metamorphosis - Bij deze illusie liet Houdini zich door zijn vrouw of assistente in een postzak met hangslot stoppen. De afgesloten postzak ging weer in een hutkoffer, die met overvalsloten, hangsloten en kettingen werd afgesloten. De kist met daarnaast de assistente werd zeer kort met een gordijn aan het oog onttrokken, waarna Houdini bleek te staan waar eerst de assistente stond. Na het openen van de kist komt de nog steeds afgesloten postzak tevoorschijn. Hierin blijkt de assistente te zitten. Postzak, kist, kettingen en sloten mochten vooraf door het publiek worden onderzocht. Het gordijn bleef volgens de aankondigingsposter slechts drie seconden dicht.
- Uitdagingen - Vanaf 1898 nam Houdini regelmatig de uitdaging aan om zich door politiemensen te laten boeien en/of opsluiten. Slechts één keer lukte het Houdini vervolgens niet om te ontsnappen: in 1899 liet sergeant Waldron van het politiekorps van Chicago een stel handboeien blokkeren door een loden kogeltje in het slot te laten vallen. Houdini moest zich bij die gelegenheid los laten zagen want zelfs met een sleutel was het slot niet meer open te krijgen. In het vervolg liet hij zich alleen nog boeien wanneer hij tevoren had vastgesteld dat de handboeien met een sleutel konden worden geopend. Houdini's ontsnappingen waren gebaseerd op zijn grote kennis van sloten en op het gebruik van vernuftig verstopte sleuteltjes, ijzeren pinnetjes en andere hulpmiddelen.
- Ontsnapping uit een dwangbuis - In 1896 zag Houdini voor het eerst een dwangbuis. Het duurde jaren voor hij de methode had ontwikkeld om eruit te ontsnappen. De act werd pas succesvol toen hij dat, in navolging van zijn broer Hardeen, deed in het zicht van het publiek. De vaardigheid om zijn beide schouders tijdelijk uit de kom te lichten speelde een belangrijke rol bij deze ontsnappingen. Toen het publiek niet meer zo onder de indruk was van een dwangbuisontsnapping op zich, verzwaarde Houdini de act door hem uit te voeren terwijl hij ondersteboven aan een takel hing.
- Water Torture Cell (1912) - Hierin liet men Houdini, geboeid, ondersteboven hangend aan een takel, in een grote kist zakken, die gevuld was met water.
- The Milk Can Escape - Men stopte Houdini geboeid in een grote, met water gevulde melkbus, die daarna hermetisch werd afgesloten.
- Buried Alive - nadat in Engeland een fakir verscheen die zich levend liet begraven en beweerde dit te overleven door zijn paranormale vermogens, liet Houdini zich ook levend begraven, met de mededeling dat hij het zou overleven zonder gebruik van zulke vermogens. Houdini was uitermate kritisch ten opzichte van charlatans die gewone vermogens en trucs lieten doorgaan voor bovennatuurlijke krachten. Houdini bleef zelfs nog veel langer levend begraven dan de fakir. Hij heeft de stunt later herhaald door zich in een speciale kist onderwater op te laten sluiten. Deze stunt is later herhaald door James Randi, een grote fan van Houdini, die daarmee ook in het Guinness Book of Records kwam.
- Walking Through a Brick Wall - op het podium stond een massieve stenen muur. Nadat het publiek zich ervan had kunnen overtuigen dat de muur geen geheime doorgangen bevatte, werd aan beide zijden van de muur een scherm geplaatst. Houdini verdween achter een van de schermen om vervolgens aan de andere kant van de muur vanachter het andere scherm tevoorschijn te komen.

## Spiritisme

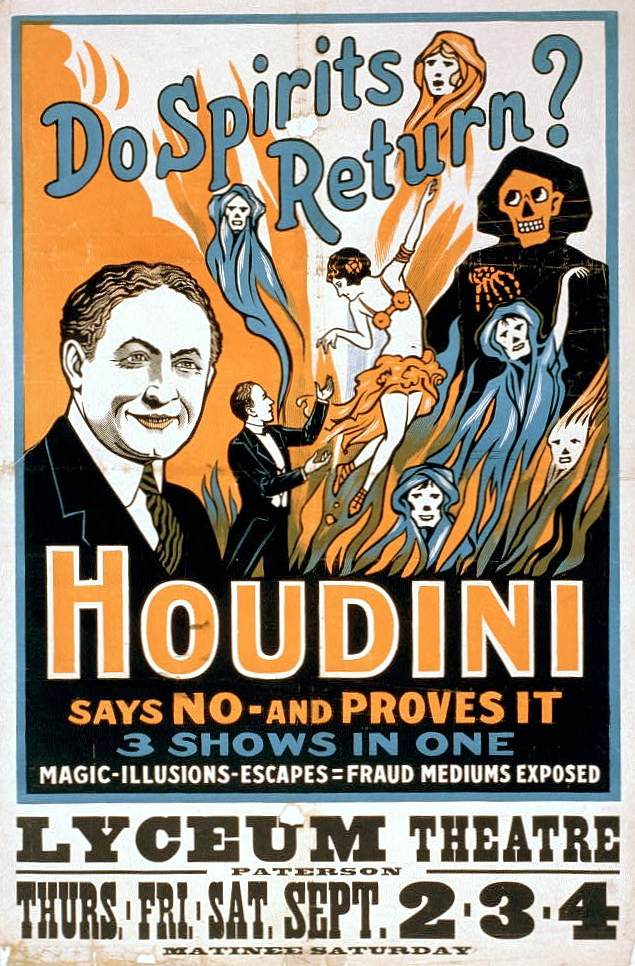

Na de dood van zijn moeder in 1913 raakte Houdini geïnteresseerd in de mogelijkheid om via een medium contact te leggen met overledenen. Hij moest echter al snel vaststellen dat alle spiritistische seances die hij in dat verband bijwoonde, ordinaire goochelshows waren. Omdat hij aan het begin van zijn carrière ook weleens optredens als zogenaamde helderziende had gedaan, was Houdini uitstekend op de hoogte van de trucs die dergelijke artiesten gebruiken. Vanaf de jaren twintig zocht hij steeds vaker de publiciteit om de praktijken van spiritistische fraudeurs aan de kaak te stellen. De ontmaskering van Margery was daarvan de spectaculairste.
Ondertussen bleef hij de mogelijkheid om werkelijk contact met de doden te leggen, serieus overwegen. Met een aantal van zijn vrienden sprak Houdini in de jaren 1910 af dat elk van hen na hun overlijden een tevoren afgesproken boodschap zou overseinen aan de op aarde achtergeblevenen. Diverse van deze vrienden overleden in de jaren daarna. Houdini ontving nooit een boodschap.
Houdini's belangstelling voor spiritisme bracht hem in 1919 in contact met de beroemde Britse schrijver Arthur Conan Doyle. Evenals Houdini was Doyle geïnteresseerd in de mogelijkheid om te communiceren met de doden, maar in tegenstelling tot Houdini was Doyle op dit gebied uitgesproken goedgelovig. De vriendschap die tussen beiden opbloeide liep uiteindelijk een fikse deuk op door een poging van Doyles echtgenote Jean om Houdini in contact te brengen met Houdini's overleden moeder. In een via Lady Doyle door automatisch schrift tot stand gekomen boodschap zou de geest van Houdini's moeder onder meer een christelijk kruis en een aantal liefhebbende algemeenheden hebben doorgeseind. Uit Houdini's geschokte reactie tijdens deze seance maakte Doyle op dat de sceptische boeienkoning eindelijk overtuigd was geraakt van de mogelijkheden van spiritisme. Houdini liet later in een brief aan Doyle weten dat zijn verbazing vooral was gewekt doordat zijn uiterst gelovige joodse moeder een christelijk kruis zou hebben getekend. Ook beschouwde hij het vloeiende Engels waarin de boodschappen waren gesteld als een aanwijzing dat hier geen werkelijk contact met zijn overleden moeder was geweest: die beheerste nauwelijks Engels. Ook was Houdini teleurgesteld dat zijn moeder niets over haar verjaardag had gezegd - de seance had namelijk toevalligerwijs op die datum plaatsgevonden.
Arthur Conan Doyle is er altijd van overtuigd gebleven dat Houdini zelf over bovennatuurlijke gaven beschikte, en dat zijn halsstarrigheid een manier was om dat te verbergen.
Na Houdini's dood werden vele pogingen ondernomen om via een seance met hem in contact te treden. Overtuigend resultaat bleef uit, terwijl Houdini tijdens zijn leven nota bene had gezegd: Als er één persoon in staat is om na de dood door te komen, dan ben ik het wel.

## Wetenswaardigheden
- In hun beginjaren waren Bess en Harry Houdini bevriend met collega-variétéartiesten Joe en Myra Keaton. Bess was in het bijzonder gehecht aan het pasgeboren zoontje van de Keatons en de Houdini's hebben altijd volgehouden dat zij diens bijnaam Buster hebben verzonnen. Dit zoontje van Joe en Myra was de latere filmlegende Buster Keaton. Bess en Harry waren zijn peetouders.
- De film Death Defying Acts heeft Harry Houdini als hoofdpersoon.
- Houdini is het grote voorbeeld van Hans Klok. Zijn show The New Houdini is geïnspireerd op de trucs van Houdini.
- Houdini is inspiratiebron voor menig pretpark. In het Belgische pretpark Bellewaerde is een zogenaamd 'Mad House' te vinden dat Het Magische Huis van Houdini heet.

### Verwijzingen in populaire muziek
- Houdini van Dua Lipa maakt meerdere verwijzingen naar Houdini.
- Houdini wordt genoemd in het nummer Satisfyer van Roxy Dekker.
- "Houdini" is een nummer van de rapper Eminem.
- "Houdini" is een nummer van Robbie Robertson.

- Bibsys: 90944853
- Biblioteca Nacional de Chile: 000511140
- Biblioteca Nacional de España: XX1393841
- Bibliothèque nationale de France: cb11967595p (data)
- CiNii: DA0920273X
- Gemeinsame Normdatei: 119243830
- International Standard Name Identifier: 0000 0001 0886 2279
- Library of Congress Control Number: n79096862
- Nationale Bibliotheek van Letland: 000309189
- MusicBrainz: 1ddc1a1a-9626-44cd-9b91-72b727cde978
- National Archives and Records Administration: 10581719
- Bibliotheek van het Japanse parlement: 00620839
- Nationale Bibliotheek van Tsjechië: mzk2004250855
- Nationale bibliotheek van Australië: 35207663
- Nationale Bibliotheek van Israël: 987007262896305171
- Nationale Bibliotheek van Polen: a0000001982255
- Nederlandse Thesaurus van Auteursnamen: 073615560
- Istituto Centrale per il Catalogo Unico: TSAV432404
- LIBRIS: 61782
- SNAC: w60c4t2z
- Système universitaire de documentation: 084104465
- Trove: 865429
- Virtual International Authority File: 34465218
- WorldCat: E39PBJpYC8JygFwFTFPBJdyfMP